# Institut de Crist Rei Sacerdot Sobirà
L'Institut de Crist Rei Sacerdot Sobirà (en llatí Institutum Christi Regis Summi Sacerdotis i en francés Institut du Christ Roi Souverain Prêtre), també conegut per les seues sigles ICRSS, és una societat de vida apostòlica catòlica romana de dret pontifici en comunió amb la Santa Seu i l'Església Catòlica Romana. L'institut té com a objectiu definit honorar a Déu i la santificació de sacerdots al servici de l'Esglésica Catòlica i les ànimes. Una part integral del carisma i la personalitat de l'institut és l'ús de la litúrgia tradicional llatina de 1962 per a la missa i els altres sacraments. L'institut també ha dut a terme la restauració de nombroses esglésies i edificis històrics. La regla de vida de l'institut està basada generalment en la de canonge secular. Els canonges de l'institut tenen com a missió definida la defensa i propagació del Regne de Crist a totes les vessants de la vida humana, tant la privada com la pública.
L'institut fou oficialitzat canònicament l'1 de setembre de 1990 per Gilles Wach i Philippe Mora al Gabon, a l'Àfrica, on l'institut encara té missions, especialment a la capital, Libreville. El seu estatus canònic fou de dret diocesà fins al 7 d'octubre de 2008. Des d'aquesta data, l'institut va assolir l'estatus de dret pontifici en virtut del decret "Saeculorum Rex" de la Comissió Pontifícia Ecclesia Dei amb ocasió de la visita de Camille Perl, vicepresident de la comissió abans esmentada. Els diaques i sacerdots són incardinats en l'institut, del qual el seu prior general té dret a cridar a ordes. L'institut té la seua seu actualment a Gricigliano, Itàlia, a l'Arquebisbat de Florència. El seminari internacional de Sant Felip Neri també es troba a la mateixa localitat.
Gilles Wach actualment serveix com a prior general i Philippe Mora com a rector del seminari. Els dos preveres van rebre la seua formació sacerdotal sota el Cardenal Giuseppe Siri de Gènova. A l'any 2018, l'institut comptava amb 114 sacerdots. L'institut també té oblats, que passen per la formació però no són ordenats sacerdots i ajuden als diversos apostolats de l'institut.
El carisma de l'institut es basa en l'exemple dels seus tres sants patrons:
- Sant Francesc de Sales, qui emfatitzà l'ensenyament de la fe catòlica amb paciència, caritat i encoratgant a tots els catòlics a cercar una vida de santedat mitjançant els mitjans ordinaris de l'església com ara l'assistència devota a la missa i la confessió frqüent.
- Sant Benet de Núrsia, amb el seu amor per la solemne celebració de la litúrgia, el seu emfasis en el treball i l'oració, la seua "hospitalitat benedictina" i el seu rol a l'hora de treballar sobre el camp per a una civilització cristiana integral a l'Europa medieval.
- Sant Tomàs d'Aquino, amb el seu èmfasi en l'harmonia entre la fe i la raó.

L'institut també aclama com a la seua màxima patrona a la Mare de Déu amb el títol de la Immaculada Concepció. Santa Tereseta és la patrona de les missions africanes de l'institut.